# AEGON International 2010 - Doppio femminile
Il doppio femminile dell'AEGON International 2010 è stato un torneo di tennis facente parte del WTA Tour 2010.
Akgul Amanmuradova e Ai Sugiyama erano le campionesse in carica. Sugiyama ha terminato la propria carriera nel 2009.Amanmuradova ha giocato in coppia con Renata Voráčová ma hanno perso il loro primo incontro a favore della coppia Cara Black/Daniela Hantuchová.
Nella finale ha avuto la meglio nel tie-break finale, la coppia Lisa Raymond/Rennae Stubbs.

## Teste di serie
1. Liezel Huber /  María José Martínez Sánchez (semifinali)
2. Květa Peschke /  Katarina Srebotnik (finali)

1. Alisa Klejbanova /  Francesca Schiavone (primo turno)
2. Lisa Raymond /  Rennae Stubbs (campionesse)

## Tabellone

### Legenda
| - Q = Qualificato - WC = Wild card - LL = Lucky loser | - ALT = Alternate - SE = Special Exempt - PR = Protected Ranking | - w/o = Walkover - r = Ritirato - d = Squalificato |